# Bonitet
Bonitet, skogsmarks bördighet, eller markens naturliga virkesproducerande förmåga.
Boniteten avgörs i huvudsak av områdets jordmån, klimat, fuktighetsförhållanden och exposition. Boniteten uttrycks i skogskubikmeter per hektar och år. Ett tidigare boniteringssystem utvecklat av Tor Jonson 1914 användes fram till 1970-talet varefter Skogshögsskolans boniteringssystem kom att dominera istället. Skillnaden mellan dessa två är bland annat att Tor Jonsons system räknar med medeltillväxt i skogskubikmeter under 100 år. Alltså den totala tillväxten i skogskubikmeter vid åldern 100 dividerat med 100. Skogshögsskolans boniteringssystem däremot räknar med skogskubikmeter under perioden då fram till medeltillväxten kulminerar. När medeltillväxten kulminerar är olika beroende på bonitet och trädslag.
Det är svårt att mäta boniteten direkt i fält. Därför bestäms boniteten i två steg. Med ledning av i fält uppmätta egenskaper hos ett bestånd eller en växtplats bestäms ett ståndortsindex, vilket sedan med hjälp av tabeller översätts till bonitet i m3sk / ha och år.

## Bonitering
Bonitering (från tyskan, av latinets bonitas = godhet) är olika kvalitetsbedömningar:
- En uppskattning av jordområdens inbördes godhet och bördighetsförhållanden
- En bedömning av avelsfår efter viss poängskala
- Bonitering av sötvatten, bedömning av sötvattnets produktivitet.
- Bonitering av havsbottnen, metod för kvantitativ bedömning av bottenfanan på havsbottnen.
- Bonitering av skog, innebär en värdesättning av skogsmark och beräkning av dess avkastning.[4]

## Bonitet i Sverige
Boniteten i Sverige är högst i Skåne med över 11 m3 / ha och år i snitt vilket avtar sedan norrut i Sverige. Gästrikland har 5 m3 / ha och år samt Norrlands inland 2-3 m3 / ha och år. 1 m3 / ha och år anses vara gränsen för produktiv skogsmark.

## Ståndortsindex
Med ståndortsindex (SI) menas den övre höjd ett bestånd uppnår vid en definierad referensålder. Teorin bakom indexet förutsätter en ideal höjdutveckling. Referensåldern är 100 års total ålder  (H100) för de flesta trädslag.
Beroende på i vad mån det bestånd som skall mätas avviker från den ideala utvecklingen, finns tre olika hjälpmedel att fastställa ståndortsindex:
- Höjdutvecklingskurvor
- Interceptmetoden
- Ståndortsegenskaper

### Fotnoter
1. 1 2  Hägglund
2. ↑  ”Skogskunskap”. Arkiverad från originalet den 2 februari 2017. https://web.archive.org/web/20170202051806/http://www.skogskunskap.se/rakna-med-verktyg/mata-skogen/bonitet---jonssonbonitet. Läst 30 januari 2017.
3. ↑  ”Skogskunskap”. http://www.skogskunskap.se/rakna-med-verktyg/mata-skogen/bonitet/. Läst 30 januari 2017.
4. ↑  Svensk uppslagsbok, andra upplagan 1947 Arkiverad 15 februari 2015 hämtat från the Wayback Machine.
5. ↑  Kari Marklund, red (1993). Norrländsk uppslagsbok: ett uppslagsverk på vetenskaplig grund om den norrländska regionen. [A-Gästg]. "Band 1". Lars-Erik Edlund, Tore Frängsmyr. Höganäs: Bra böcker. sid. 114. Libris 1610871. ISBN 91-7133-187-5